# Прем'єр-міністр Молдови

Штандарт Прем'єр-міністра Молдови

Прем'єр-міністр Молдови (рум. Prim-ministrul Republicii Moldova) є очільником уряду, головного органу виконавчої влади країни. Прем'єр-міністра призначає президент після голосування за відповідну кандидатуру в парламенті. Кандидатуру на голосування подає також президент відповідно до результатів консультацій з парламентськими фракціями.

## Прем'єр-міністри Молдови
| Мірча Друк (Mircea Druc)                  | 26 травня 1990    | 28 травня 1991    |
| Валерій Муравський (Valeriu Moravschi)    | 28 травня 1991    | 1 липня 1992      |
| Андрій Сангелі (Andrei Sangheli)          | 1 липня 1992      | 24 січня 1997     |
| Йон Чубук (Ion Ciubuc)                    | 24 січня 1997     | 1 лютого 1999     |
| Серафим Урекян (Serafim Urechean) (в. о.) | 5 лютого 1999     | 17 лютого 1999    |
| Йон Стурза (Ion Sturza)                   | 19 лютого 1999    | 9 листопада 1999  |
| Валеріу Бобутак (Valeriu Bobutac)         | 12 листопада 1999 | 21 грудня 1999    |
| Думітру Браґіш (Dumitru Braghiş)          | 21 грудня 1999    | 19 квітня 2001    |
| Василє Тарлєв (Vasile Tarlev)             | 19 квітня 2001    | 31 березня 2008   |
| Зінаїда Гречана (Zinaida Greceanîi)       | 31 березня 2008   | 14 вересня 2009   |
| Віталіє Пирлоґ (Vitalie Pîrlog) (в. о.)   | 14 вересня 2009   | 25 вересня 2009   |
| Влад Філат (Vlad Filat)                   | 25 вересня 2009   | 25 квітня 2013    |
| Юріє Лянке (Iurie Leancă)                 | 25 квітня 2013    | 18 лютого 2015    |
| Кирило Габуріч (Chiril Gaburici)          | 18 лютого 2015    | 22 червня 2015    |
| Наталія Герман (Natalia Gherman) (в. о.)  | 22 червня 2015    | 30 липня 2015     |
| Валерій Стрелець (Valeriu Streleţ)        | 30 липня 2015     | 29 жовтня 2015    |
| Георгій Брега (Gheorghe Brega) (в. о.)    | 30 жовтня 2015    | 20 січня 2016     |
| Павел Філіп (Pavel Filip)                 | 20 січня 2016     | 8 червня 2019     |
| Мая Санду (Maia Sandu)                    | 8 червня 2019     | 14 листопада 2019 |
| Іон Кіку (Ion Chicu)                      | 14 листопада 2019 | 31 грудня 2020    |
| Ауреліу Чокой (Aureliu Ciocoi) (в. о.)    | 31 грудня 2020    | 6 серпня 2021     |
| Наталія Гаврилиця (Natalia Gavrilița)     | 6 серпня 2021     | 16 лютого 2023    |
| Дорін Речан (Dorin Recean)                | з 16 лютого 2023  |                   |